# Зија Бунијатов
Зија Муса оглу Бунијатов (азер. Ziya Bünyadov; Астара, 21. децембар 1923 — Баку, 21. фебруар 1997) био је азерски и совјетски историчар, академик и потпредседник Азербејџанске академије наука. Радио је дуги низ година као историчар у Институту историје Академија наука Азербејџана. Био је ветеран Другог светског рата и имао звање Хероја Совјетског Савеза.

## Биографија
Бунијатов је рођен 21. децембра 1923. године у граду Астара у Азербејџану. Његов отац, рођен у селу у околи Бакуа, био је царински службеник, а због природе његовог посла, породица Бунијатов се често селила.
Године 1942, Зија Бинијатов послат је на кавкаски фронт у близини града Моздока. Совјетске новине Црвена звезда писале су о Бунијатову 1942, нагласивши да је био брз као тигар, сналажљив и оријентисан у свим ситуација и да је одлично процењивао непријатеља. Након борби у близини града Моздока, Бунијатов се борио и у Варшави и Берлину.
Награђен је највишим почасним звањем у Совјетском Савезу, звањем Хероја Совјетског Савеза, за допринос у бици на мосту преко реке Пилице у Пољској, 14. јануара 1945. Поред ове медаље, за учешће и херојство у Другом светском рату, додељен му је и Орден црвене заставе, Орден црвене звезде, Орден Александра Невског и Орден Отаџбинског рата другог реда. Годину дана након завршетка Другог светског рата, Бунијатов је постао заменик војног команданта Панкова, административног округа Берлина.

## Академска каријера
Након завршетка рата, дипломирао је на Московском институту оријенталних студија, а 1954. одбранио докторску дисертацију. Након тога, вратио се у Баку и почео да ради у Институту за историју Академије наука Азербејџанске Совјетске Социјалистичке Републике. У оквиру института био је на положају истраживачког научника, а касније напредовао и постао главни научник, шеф Института за историју и дописни члан Академије наука, а потом и потпредседник Академије наука. Био је аутор и уредник бројних монографија, књига и чланака о историји Кавказа.
Совјетски оријенталистичар и новинар Фарид Сејфул-Мулуков, похвалио је Бунијатов превод Курана и нагласио да је он био изванредан учитељ и одличан познавалац арапског језика.

## Смрт
Зија Бунијатов је убијен на улазу у свој стан у Бакуу, 21. фебруара 1997. године. Иако је званична државна истрага као одговорне за убиство оптужила групу исламских екстемиста, од којих су многи добили доживотне казне, прави кривци и околности убиства нису познати јавности. По Џону В. Паркеру, убице Бунијатова су обучаване у Ирану.
Сахрањен је у Алеји славних у Бакуу.

## Критике
Бунијатов је истраживао древну и средњовековну азерску историографију, а био је специјализован у истраживању Кавкаске Албаније и Азербејџана за време калифата, нарочито на периоду између 7. и 19. века. У различитим областима, његов рад се сусрео са озбиљним критикама. Према новинару Томасу де Волу, који је сматрао да је Бунијатов водио расизмом током истраживања. Такође, Василиј Величко, руски песник критиковао је његов рад у вези са Кавкаском Албанијом, а касније се испоставило да су два рада које је објавио 1960. и 1965. о Кавкаској Албанији плагијати.

## Награде и признања
- Херој Совјетског Савеза
- Орден Лењина
- Орден црвене заставе
- Орден црвене звезде
- Орден Отаџбинског рата
- Орден Октобарске револуције
- Орден Александра Невског